# Holding the Baby
Holding the Baby est une série télévisée américaine en treize épisodes de 23 minutes créée par Howard J. Morris dont seulement sept épisodes ont été diffusés entre le 23 août et le 15 décembre 1998 sur le réseau Fox. Il s'agit de l'adaptation américaine de la série britannique du même nom.
Elle est inédite dans tous les pays francophones.

## Synopsis
Un producteur de publicités engage une étudiante comme nounou lorsque sa femme le quitte pour aller au Tibet avec un autre homme.

## Distribution
- Jon Patrick Walker : Gordon Stiles
- Jennifer Westfeldt : Kelly O'Malley
- Eddie McClintock : Jimmy Stiles
- Ron Leibman : Stan Peterson
- Sherri Shepherd : Mme Boggs
- David Burke : Alek
- Tom Williams : voix du bébé
- Philippe Bergeron : Michel
- Robert Culp
- Donna D'Errico : Heather
- Jennifer Lyons : Danica
- Alec Mapa : Nelson
- Karen Maruyama : Mona
- Dakin Matthews : officier O'Malley
- Mary Elizabeth McGlynn : Dr Lichtstein
- Rosa Blasi : Wendy
- Ken Marino : Mike

## Épisodes
1. Pilot
2. Father Knows Breast
3. Guess Who's Not Coming to Dinner
4. Homeward Boundaries
5. Looking For Mr. Hoppity
6. The Gay Divorcee
7. One Date at a Time
8. Viva Las Gordy
9. My Brother, My Wife
10. No Man Is a Fantasy Island
11. Make Room for Da Da
12. Barefoot in the Nanny Park
13. Gordy's Choice